# Мердер, Пётр Карлович
Петр Карлович Мердер (1819—1894) — генерал от кавалерии, генерал-адъютант, член Совета Главного управления государственного коннозаводства.

## Биография
Родился 13 апреля 1819 года. Католического вероисповедания. Сын воспитателя императора Александра II генерал-адъютанта Карла Карловича Мердера, племянник генерал-лейтенанта, сенатора Павла Карловича Мердера.
Воспитывался в Пажеском корпусе; 10 августа 1838 года произведён из камер-пажей в прапорщики лейб-гвардии Преображенского полка. 16 апреля 1841 года назначен адъютантом цесаревича Александра Николаевича и 6 декабря того же года произведён в подпоручики.
10 октября 1843 года произведён в поручики и в следующем году за отличия в военных действиях на Кавказе награждён орденом Святой Анны 3-й степени с бантом. 6 декабря 1846 года произведён за отличие в штабс-капитаны, а 11 апреля 1848 года получил чин капитана. За отличие в Венгерской кампании награждён орденом Святой Анны 2 степени. 25 октября 1853 года произведен в полковники. 

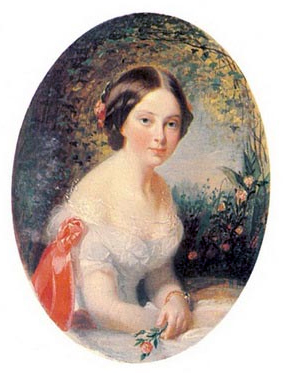
Жена Евдокия Гавриловна Анненкова (1833—1876)

В следующем 1854 году Петр Карлович был награждён знаком отличия беспорочной службы. Затем в 1856 году назначен флигель-адъютантом к Его Императорскому Величеству.
С 1859 года служба Мердера была связана с государственным коннозаводством. 25 ноября 1859 года он был назначен членом Совета Главного управления государственного коннозаводства и заведующим коннозаводским округом; с 31 декабря того же года являлся заведующим центральным, а с 13 ноября 1860 года — 1-м коннозаводским округом. 17 апреля 1860 года Александр II произвёл его в генерал-майоры с зачислением в Свиту, а шесть лет спустя, 28 октября 1866 года — в генерал-лейтенанты с назначением генерал-адъютантом.
20 апреля 1869 года Мердер был уволен от заведования округом и вновь назначен членом Совета Главного управления государственного коннозаводства, оставаясь в этой должности в течение 12 лет. Его служба в этот период была отмечена объявлением Монаршего благоволения (1872 год), орденами Белого орла и Святого Александра Невского и производством в чин генерала от кавалерии 16 апреля 1878 года.
30 июля 1881 года Мердер был уволен от занимаемой должности и с этого времени и до конца жизни числился только в Свите по армейской кавалерии в качестве генерал-адъютанта, не неся более никаких служебных обязанностей; тем не менее, он удостоился новых высоких наград, включая орден Святого Владимира 1-й степени.
Мердер скончался после кратковременной болезни 6 декабря 1894 года и был исключён из списков умершим 18 декабря. Похоронен на Казанском кладбище Царского Села.

## Награды
- Орден Святой Анны 3 ст. с бантом (1844)
- Орден Святой Анны 2 ст. (1849; императорская корона к этому ордену пожалована в 1859 году)
- Знак отличия за XV лет беспорочной службы (1854)
- Орден Святого Владимира 4 ст. (1856)
- Орден Святого Владимира 3 ст. (1861)
- Орден Святого Станислава 1 ст. (1862)
- Орден Святой Анны 1 ст. (1864)
- Орден Святого Владимира 2 ст. (1870)
- Орден Белого Орла (1871)
- Орден Святого Александра Невского (1876; бриллиантовые знаки ордена пожалованы в 1885 году)
- Орден Святого Владимира 1 ст. (1888)

Иностранные:
- Гессенский Орден Филиппа Великодушного 2-й ст. (1847)
- Баденский Орден Церингенского льва 2-й ст. со звездой (1857)
- Прусский Орден Красного Орла 2-й ст. (1860)
- Французский Орден Почетного Легиона, большой крест (1867)
- Гессенский Орден Людвига Гессенского, большой крест (1881)
- Австрийский орден Леопольда, большой крест (1887)